# Tres Bocas 2.ª Sección (El Zapotal)
Tres Bocas 2.ª Sección (El Zapotal) es una localidad del municipio de Huimanguillo ubicado en la subregión de la Chontalpa del estado mexicano de Tabasco.

## Geografía
La localidad de Tres Bocas 2.ª Sección (El Zapotal) se sitúa en las coordenadas geográficas 17°57′43″N 93°54′25″O / 17.961944, -93.906944, a una elevación de 1 metro sobre el nivel del mar.

## Demografía
Según el Conteo de Población y Vivienda 2020, efectuado por el Instituto Nacional de Estadística y Geografía, la localidad de Tres Bocas 2.ª Sección (El Zapotal) tiene 800 habitantes, de los cuales 376 son del sexo masculino y 424 del sexo femenino. Su tasa de fecundidad es de 2.4 hijos por mujer y tiene 204 viviendas particulares habitadas.
| Gráfica de evolución demográfica de Tres Bocas 2.ª Sección (El Zapotal) entre 1990 y 2020 |
|                                                                                           |
| INEGI.                                                                                    |